# Macchi C.202 Folgore
Macchi C.202 Folgore je bilo italijansko lovsko letalo druge svetovne vojne.

## Začetek proizvodnje
Letalo je nastalo iz letala Macchi C.200 Saetta. Predhodnik je imel namreč prešibek radialen motor, zato so ga pri Macchiju zamenjali z licenčnim vrstnim motorjem, ki je nastal iz nemškega motorja Daimler - Benz DB 601A. Letalo je bilo, kot vsi italijanski lovci, izredno okretno, bilo pa je tudi dobro oboroženo in tudi hitro.  

## Uspehi letala
Letalo je prvič poseglo v boje v severni Afriki in je takoj dobilo velik ugled med angleškimi piloti. Ta ugled je letalo obdržalo tudi v službi Luftwaffe, kamor je z enotami italijanskih fašistov vstopilo kot glavno letalo Aviazione Nazionale Republicana. 

## Različice
- Macchi C.202 Folgore
- Macchi C.205V Veltro